# José Alexandre Alves Lindo
José Alexandre Alves Lindo (sinh ngày 15 tháng 8 năm 1973) là một cầu thủ bóng đá người Brasil.

## Sự nghiệp câu lạc bộ
José Alexandre Alves Lindo đã từng chơi cho Kyoto Purple Sanga.

## Thống kê câu lạc bộ

### J.League
| Đội                | Năm       | J.League | J.League | J.League Cup | J.League Cup | Tổng cộng | Tổng cộng |
| Đội                | Năm       | Trận     | Bàn      | Trận         | Bàn          | Trận      | Bàn       |
| ------------------ | --------- | -------- | -------- | ------------ | ------------ | --------- | --------- |
| Kyoto Purple Sanga | 1996      | 20       | 3        | 9            | 1            | 29        | 4         |
| Tổng cộng          | Tổng cộng | 20       | 3        | 9            | 1            | 29        | 4         |